# Viva!
Viva! – polski dwutygodnik z kategorii magazynów luksusowych dla kobiet. Wydawany od 1995 przez wydawnictwo Edipresse Polska.
W 2006 została uruchomiona strona internetowa czasopisma – viva.pl.

## Viva! Photo Awards
Konkurs fotograficzny organizowany przez magazyn Viva! od 2008, w którym jury pod przewodnictwem Ryszarda Horowitza nagradza zdjęcia nadsyłane przez czytelników. Wręczenie nagród odbywa się podczas uroczystej gali, w czasie której odbywa się również wystawa prac laureatów.

## Redaktorzy naczelni
- Jacek Rakowiecki: 1999–2001[6] i 2003[7]–2004[8]
- Agnieszka Dajbor[9]
- Katarzyna Montgomery: 2004–2006[10]
- Anna Zaleska: 2006–2007[11][12]
- Katarzyna Przybyszewska-Ortonowska: od 2007[13]

## Viva! Najpiękniejsi
W latach 2002–2013 dwutygodnik przeprowadzał plebiscyt, w którym czytelnicy wybierali najpiękniejszą kobietę i najpiękniejszego mężczyznę spośród nominowanych znanych osób. Laureaci za dany rok byli ogłaszani w roku następnym. Od dziewiątej edycji (2011) nazwa plebiscytu brzmiała Viva! Najpiękniejsi. I ty możesz sięgnąć gwiazd, a konkursowi towarzyszyła akcja na rzecz utalentowanych dzieci z rodzinnych domów dziecka i rodzin zastępczych. Ogłaszanie laureatów plebiscytu miało miejsce na łamach pisma, a w latach 2004–2008 i 2013–2014 także podczas ceremonii transmitowanych przez TVP2.   
Laureaci:
- 2002: Magdalena Cielecka i Robert Gonera
- 2003: Grażyna Torbicka i Artur Żmijewski
- 2004: Otylia Jędrzejczak i Michał Żebrowski
- 2005: Katarzyna Cichopek i Paweł Małaszyński
- 2006: Joanna Brodzik i Maciej Zakościelny
- 2007: Natasza Urbańska i Mateusz Damięcki
- 2008: Marta Żmuda Trzebiatowska i Sebastian Karpiel-Bułecka
- 2010: Justyna Kowalczyk i Filip Bobek
- 2011: Małgorzata Socha i Marcin Prokop
- 2012: Małgorzata Kożuchowska i Krystian Wieczorek
- 2013: Anna Przybylska i Piotr Adamczyk